# Kriangkrai Ura-ngam
Kriangkrai Ura-ngam (tiếng Thái: เกรียงไกร อุระงาม, sinh ngày 21 tháng 11 năm 1993) là một cầu thủ bóng đá từ Thái Lan ở vị trí tiền vệ.

## Danh hiệu
Buriram United
- Giải bóng đá Ngoại hạng Thái Lan Vô địch: 2011
- Cúp Hiệp hội Bóng đá Thái Lan Vô địch (2): 2011, 2012
- Cúp Liên đoàn Bóng đá Thái Lan Vô địch (2): 2011, 2012